# Викторианский культ смерти
Викторианский культ смерти или культ траура — психо-социальный феномен викторианской эпохи, выражавшийся в повышенном внимании к теме смерти и моде на мрачную траурную атрибутику. Викторианский культ смерти нашёл отражение в моде, искусстве, литературе, а также в архитектурном планировании того времени.

## Истоки и складывание
Интерес к смерти как таковой свойственен большинству человеческих культур и эпох, и в каждой находит своё уникальное выражение. Тематика смерти в христианской её интерпретации на протяжении многих веков оставалась ярко выраженной в европейской культуре, о чём свидетельствует, например, оформившаяся в Позднем Средневековье иконография смерти; а потому многое из того, что было характерно для викторианского траурного культа, оформилось в более ранние эпохи и было затем заимствовано из них.
В Европе повышенный интерес к смерти наблюдался в конце Средневековья, во время и после великой эпидемии чумы, когда зародился специфический жанр под названием «пляска смерти», затем в XVI—XVII веках, найдя воплощение в жанре ванитас (натюрморт, смысловым центром композиции которого выступает человеческий череп).
Жизнеутверждающая философия галантного XVIII века, таким образом, резко контрастирует по своим ценностным ориентациям с предшествующими эпохами: тематика смерти отходит на дальний план, уступая место культуре праздника, молодости и беспечности. Однако специфические предметы траурного культа можно встретить и в XVIII веке. Так, венгерский писатель Иштван Рат-Вег в своей книге «История человеческой глупости» отмечает следующее:

Трудно представить, что человеческий череп когда-то был предметом моды. Ненормальная мода родилась в Париже в 1751 году. Знатные дамы устанавливали череп на туалетный столик, украшали его разноцветными лентами, устанавливали в него горящую свечу и временами погружались в благоговейное созерцание. Даже у королевы был череп; по мнению многих, он принадлежал когда-то Нинон де Ланкло. Королева обращалась к черепу так: «Ма belle mignone»— Иштван Рат-Вег, История человеческой глупости
Однако вторая половина XIX века в Англии характеризуется куда более выраженной увлечённостью тематикой смерти, чем предшествующие десятилетия. Культ траура становится массовым явлением в среде высшего и среднего класса и приобретает чётко установленный этикетом регламент.
Основоположницей «моды на траур» стала сама королева Виктория. Известно, что она крайне тяжело перенесла смерть горячо любимого супруга, принца Альберта, скончавшегося в 1861 году в возрасте сорока двух лет, вероятно, от брюшного тифа. Пережившая его на сорок лет Виктория продолжала носить траур по нему до самой смерти. После смерти мужа она редко появлялась на публике и вела относительно уединённый образ жизни, почти не бывая в Лондоне. Из-за этого в народе её прозвали «виндзорская вдова».
Известно, что обстановка комнаты принца сохранялась точно такой же, как и при его жизни: слуги каждый день следили за порядком в помещении и готовили вещи для умершего, так словно он в любой момент мог зайти. Кроме того, в спальне королевы стоял бюст принца Альберта, а над ним висел его большой портрет.

## Викторианские похороны
Похороны в викторианской Англии были значимым социальным ритуалом, а также показателем статуса и материального положения семьи покойного. Похороны обычно осуществляли на четвёртый день, чтобы исключить возможность погребения заживо (распространенная фобия викторианской эпохи), а также чтобы успеть собрать всех родственников. Впрочем, труп мог оставаться в доме в ожидании погребения и более долгий срок — например, если малообеспеченные родственники не успевали собрать деньги на похороны или отпроситься с работы. В доме в это время полагалось: задёрнуть шторы и остановить часы, занавесить зеркала и перевернуть фотографии, чтобы дух покойного не вселился в них, изготовить траурные украшения для дома и аксессуары (платки, венки и т.д).
Профсоюзы и общества взаимопомощи для рабочих предоставляли выплаты не только в случае болезни или увольнения, но и смерти работника или кого-то из его семьи на сумму до 12 фунтов. Похороны ребёнка стоили дешевле, чем похороны взрослого, и их брались организовать специальные погребальные клубы, где бедняки могли застраховать жизнь своего ребёнка. В случае смерти ребёнка погребальные клубы выплачивали родителям 3—5 фунтов, когда самые скромные похороны обходились в 1 фунт. Известны случаи намеренного умерщвления или неоказания помощи больному ребёнку ради получения этих денег; также жизнь ребёнка можно было застраховать сразу в нескольких погребальных клубах.
В 1870 году за 3 фунта 5 шиллингов гробовщики предоставляли следующий пакет услуг: карету, запряжённую лошадью, гроб без украшений, но с обивкой из ткани; покров для гроба; перчатки, шарфы и повязки для плакальщиков. В эту же сумму входили услуги кучера, носильщиков и немого плакальщика (его задачей было молча скорбеть над гробом). На большую сумму можно было заказать роскошную траурную процессию с катафалком и несколькими траурными каретами, запряженными чёрными лошадьми, дорогой гроб с украшениями, несколько плакальщиков и плакальщиц.
Похороны за 5 фунтов включали в себя: катафалк и траурную карету с одной лошадью; гроб из вяза, украшенный и покрытый чёрным материалом, бархат для одежды наёмных участников церемонии, облачение для кучера. Похороны за 50 и более фунтов включали в себя всё то же самое, только лучшего качества и в большем объёме: катафалк и несколько карет, запряжённые четырьмя лошадьми; прочный и богато украшенный гроб с батистовыми простынями и подушками внутри; полное траурное облачение для всех наёмных участников церемонии количеством больше десятка человек.
Похоронное шествие должно было привлекать к себе внимание, исходя из этого продумывался маршрут от дома покойного к кладбищу.
Воскресенье как праздничный день считалось неподходящим временем для похорон, поэтому обеспеченные слои населения старались закончить все церемонии до этого дня. Бедняки и рабочие, напротив, хоронили своих покойников чаще всего в воскресенье, так как это был единственный свободный от работы день. Богачи могли позволить себе погребение в семейных склепах или могилах с роскошными и долговечными надгробиями, в то время как бедняков зачастую хоронили в общих могилах, рассчитанных на четверых.
После отпевания в церкви и непосредственно похорон следовали поминки в доме покойного. На поминках присутствовали в том числе и дальние родственники, которым рассылались специальные пригласительные карточки в чёрной рамке.

## Продолжительность траура
Траур в викторианскую эпоху отличался своей регламентированностью и продолжительностью. В зависимости от обстоятельств, он мог продолжаться от нескольких недель до нескольких лет, при этом решение соблюдать траурные нормы в течение более длительного, чем было предписано, периода воспринималось с уважением и пониманием, в то время как сокращение необходимого срока осуждалось обществом. Пример подавала сама королева Виктория, носившая траур по мужу до конца своей жизни.
Рекомендуемая продолжительность траура зависела от степени родства с покойным, наиболее длительный траур полагался в случае смерти супруга или супруги, чуть менее долгий — в случае смерти родителя или ребёнка, ещё более короткий для прочих близких родственников — братьев, сестёр, бабушек и дедушек, наконец наименее продолжительный для дядей, тётей и кузенов. При этом считалось подобающим, но не обязательным, носить сравнительно непродолжительный траур по прочим близким людям, не связанным родством, например, по друзьям.
Траур разделялся на четыре периода:
- первый или полный — самый строгий период; длился от четверти до половины от общей продолжительности траура. Допускалась одежда и необходимые аксессуары только чёрного цвета, у женщин предпочтительными были платья простого кроя из бомбазина с отделкой из крепа, вдовам полагалось носить чёрную вуаль.
- второй — кроме крепа и бомбазина допускались другие ткани, кроме блестящего шёлка, который считался наименее пригодным для траура. Также в этот период дозволялось носить специальные траурные украшения из разнообразных материалов.
- обычный — дозволялось носить чёрные и чёрно-белые одежды из любых тканей.
- полутраур — в одежде добавлялись другие цвета, кроме чёрного и белого: серый, лиловый и пурпурный.

Во время полного, второго и обычного траура прекращалась светская жизнь, ограничивалось посещение любых увеселительных мероприятий или праздников, а в качестве гостей принимали только самых близких друзей. При этом при посещении дома, жильцы которого находятся в трауре, полагалось одеваться соответственно, чтобы не оскорбить память усопшего. Для мужчин требования были менее строгими, чем для женщин — они по-прежнему могли заниматься работой и политической жизнью, а требования к одежде ограничивались обычными костюмами тёмных цветов и чёрной лентой на шляпе или выше локтя.

## Траурная мода
Основными цветами траура были чёрный и белый; последний был уместен по окончании первого и второго периодов траура. Несмотря на довольно строгие ограничения, прописанные этикетом и викторианской моралью, траурные одежды также подвергались тенденциям моды и были частью модной индустрии. В «золотой век» траурного культа (1860-е — 1890-е) процветали всевозможные магазины, специализирующиеся на траурных аксессуарах, и бюро ритуальных услуг. В то время как обеспеченные слои населения имели специальную одежду для разных периодов траура, причём в нескольких комплектах и с соответствующим набором аксессуаров, люди победнее были вынуждены красить в чёрный уже имеющуюся у них одежду; такие услуги предоставляли красильщики. Известными магазинами траурной одежды были «Чёрный магазин» Питера Робинсона и магазин Джея, оба расположенные на Риджент-стрит.
Трауру должны были соответствовать мельчайшие детали одеяния и все без исключения аксессуары — перчатки, головной убор, парасоль и так далее. Известна даже викторианская металлическая слуховая трубка, обшитая чёрной тканью по случаю траура, чтобы блеск металла не привлекал внимание.
Особое значение придавалось украшениям. В период строгого траура они были полностью запрещены, а для остальных периодов существовали специальные траурные украшения, изготавливавшиеся в соответствие с традицией. Траурные украшения не должны были быть яркими или блестящими, наиболее предпочтительными цветами, так же как и для всего образа, были чёрный и белый. Белый цвет, символизирующий невинность, был уместен в случае смерти ребёнка или незамужней девушки. Наиболее популярными материалами для изготовления траурных украшений были: гагат и его дешёвый заменитель — чёрное стекло, жемчуг, чёрная и белая эмаль, гранат глубокого винного цвета, а также волосы покойных и миниатюрные портреты. Золото и алмазы, как блестящие материалы, считались неподходящими для траура, однако изредка использовались. Заменой бриллиантов могла быть сталь, имитирующая огранку.
Популярность гагата в 1850-е — 1870-е была настолько велика, что за счёт гагатового промысла фактически существовал город Уитби в графстве Норт-Йоркшир. В период с 1870 по 1872 год обработкой гагата занимались полторы тысячи мужчин и мальчишек, такой активный промысел вскоре истощил запасы твёрдого гагата и мастерам пришлось использовать местную разновидность мягкого гагата, изделия из которого были хуже по качеству и трескались после покупки, а также импортировать гагат из Франции и Испании. Гагат был удобен не только благодаря своему цвету, но и относительной лёгкости, что позволяло создавать из него крупные украшения, которые при этом не обременяли женщину. В результате цена на изделия из гагата поднялась настолько, что они перестали быть доступны менее обеспеченным слоям общества, в связи с чем появились имитации гагата и его заменители — чёрное стекло (т. н. «французский чёрный янтарь»), окрашенный рог и др.
Помимо цвета траурные украшения должны были содержать какую-то деталь, намекающую на их предназначение: инициалы или портрет покойного, его волосы, скорбную надпись, изображение надгробия или иные символы — например, кисть руки (символ верности), голубки и сердечко (символы любви) в чёрном цвете означали верность и любовь к умершему.